# 단치히 폴란드 우체국 방어전
단치히 폴란드 우체국 방어전(폴란드어: Obrona Poczty Polskiej w Gdańsku)은 제2차 세계 대전의 폴란드 침공 중 단치히 자유시의 단치히 폴란드 우체국에서 일어난 방어전이다.:39,42
1939년 9월 1일, 폴란드인들이 단치히 폴란드 우체국을 나치 친위대 SS 하임리히 단치히, 단치히 자유시 지역 돌격대, 단치히 자유시 질서 경찰 등을 상대로 약 15시간 동안 방어해냈다. 우체국 방어전 도중 탈출할 수 있었던 4명을 제외한 모든 수비대원들은 나치 독일에 의해 죽고 말았다.

## 배경

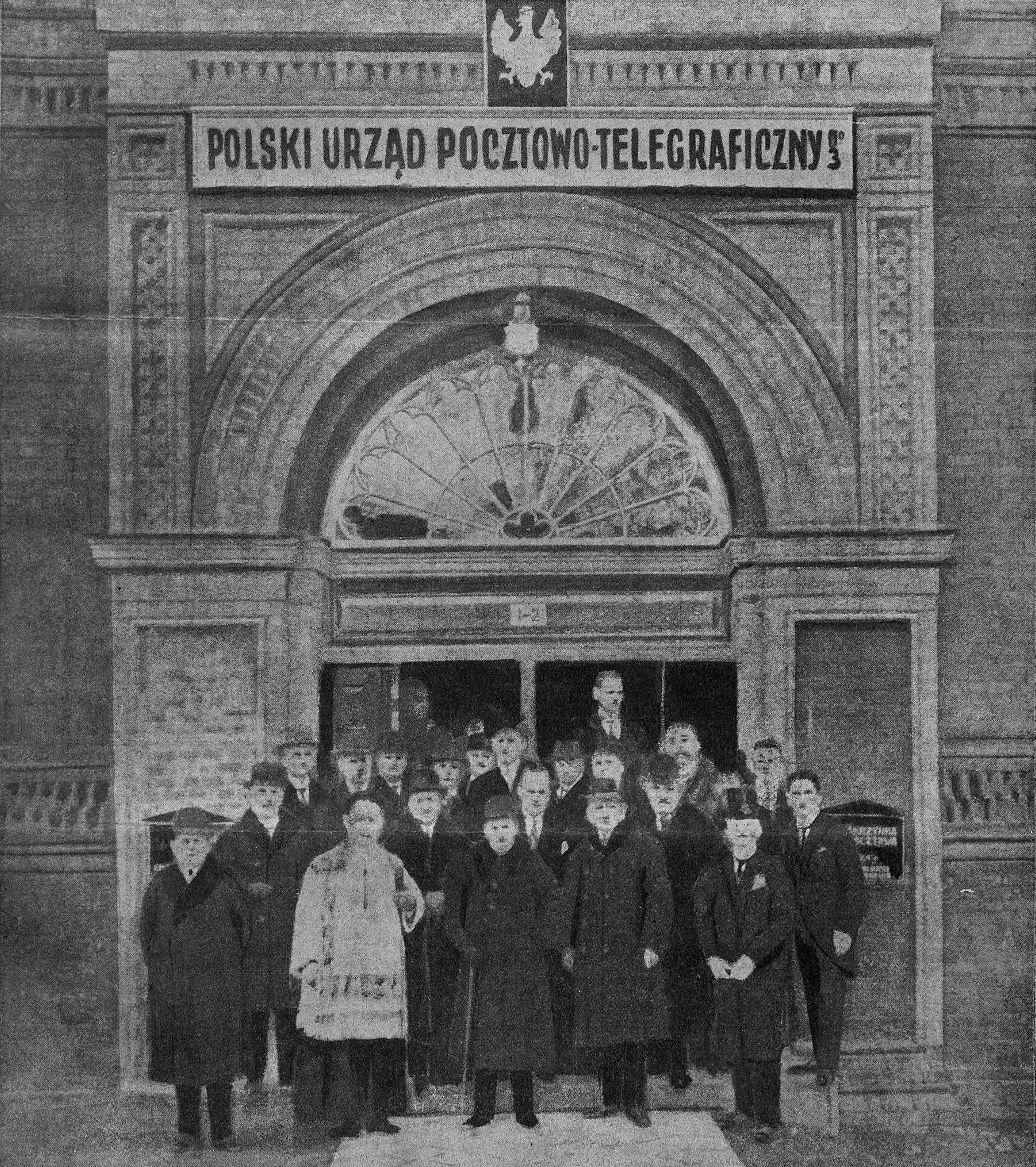
폴란드 우체국 개국(1925년)

폴란드 제2공화국은 국제 협약에 의해 단치히 자유시에서 각종 치외 법권을 보장받았다. 단치히에 있던 폴란드 우체국(Poczta Polska w Wolnym Mieście Gdańsku, 1925년 설립)도 그 일환이었다.
1939년 9월 1일 오전 4시 45분에 베스테르플라테 반도에 함포 사격이 실시되면서 제2차 세계 대전이 시작되었다. 단치히 자유시는 인구의 95%가 독일인이었기에 현지 친위대, 돌격대(단치히 자유시에서도 1933년부터 나치당이 집권했다.) 등이 독일군에 협력했다.
한편 당시에는 우체국이 현금 수송 업무도 담당했기 때문에 우편차를 노리는 강도가 잦았다. 따라서 우체국에도 무기가 있었다. 폴란드 침공이 시작될 당시에는 Wz. 35 대전차 소총 1정, Wz. 28 경기관총 3정, Vis 권총 40정에 더불어 소총 여러 자루와 수류탄 여러 개가 우체국에 있었다. 당시 단치히 폴란드 우체국에는 단치히 자유시 국적의 폴란드인 직원 43명과 폴란드 제2공화국 그디니아(Gdynia), 비드고슈치(Bydgoszcz) 등지에서 온 폴란드인 직원 10명이 있었다. 그리고 폴란드인 건물 관리인과 그 부인, 10살짜리 딸(Erwina Barzychowska)도 건물에 있었다. 폴란드인 지휘관은 바르샤바 공과대학(Politechnika Warszawska)을 졸업한 수도 기술자 예비역 소위(폴란드 제2공화국에서는 대학생들은 장교 계급을 부여받았다.) 콘라트 구데르스키(Konrad Guderski)가 맡기로 했다.

## 전투
이들은 폴란드의 방어 계획에 따라 방어전에 나섰다. 이들이 폴란드 우체국에서 버티고 있는 동안 폴란드군 육군의 포모제 군(Armia Pomorze)이 단치히에 지원군으로 오는 것이 당초 작전 계획이었다. 하지만 포모제 군은 서쪽(오스트포메른)과 동쪽(단치히, 오스트프로이센)에서 밀려오는 독일군에게 양쪽에서 공격받고 있었기에 폴란드 우체국을 구원할 상황이 아니었다.

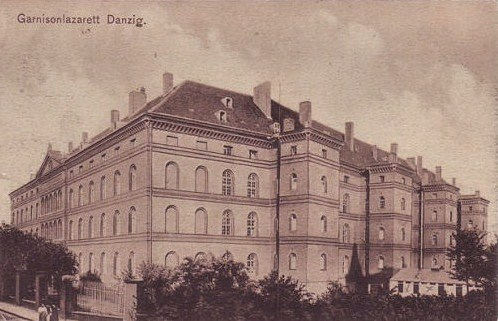
폴란드 우체국의 당시 모습, 왼쪽에 있는 문이 정문이다.

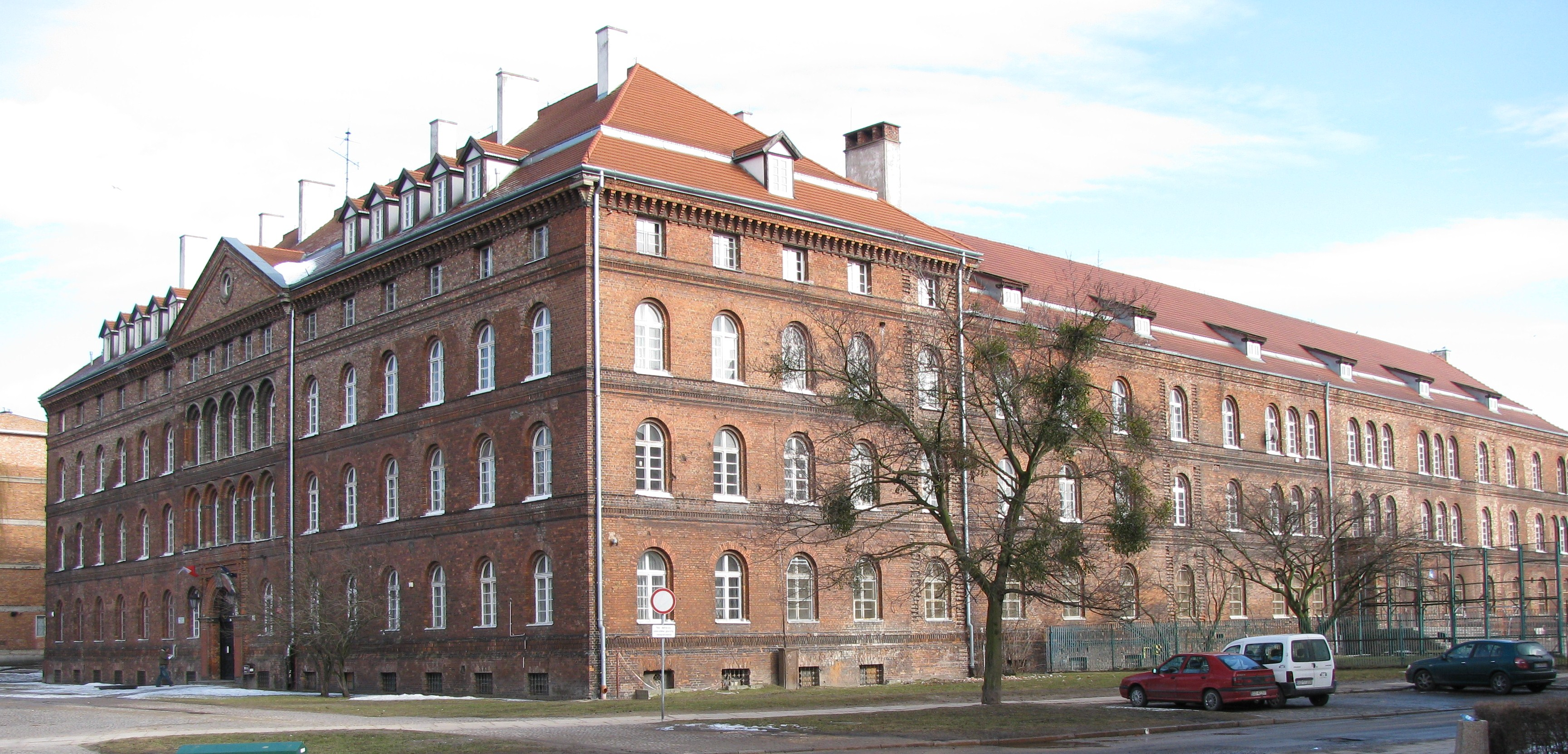
폴란드 우체국의 현재 모습, 왼쪽에 있는 문이 정문이다.

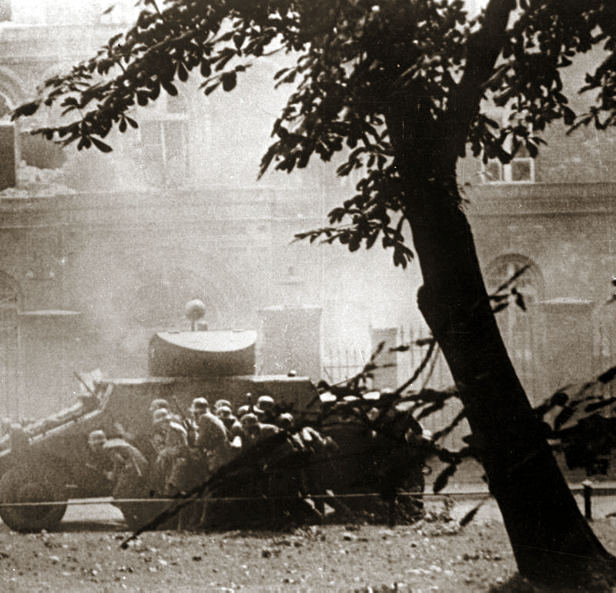
폴란드 우체국에 대한 친위대의 ADGZ 장갑차를 동원한 공격

나치 독일의 공격 계획은 양면 공격이었다. 소규모 부대를 정문으로 보내서 공격하고 본대는 건물 오른쪽 측면에 있는 벽을 통해 공격하기로 했다.
첫번째 공격은 우체국 정문을 통해 이루어졌는데 독일 공격대 2명이 죽고 7명이 부상당하면서 실패했다. 두번째 공격은 건물 오른쪽에 있는 사무실 벽을 부수려고 시도했으나 지휘관 콘라트 구데르스키가 수류탄을 던져서 격퇴당했다. 하지만 수류탄을 던지는 와중에 콘라트 구데르스키는 전사했다.
이후 9월 1일 오전 11시에 나치 독일 무장친위대와 돌격대, 단치히 자유시 경찰등은 75mm 보병포 2문을 가져다가 벽을 부수고 우체국 진입을 시도했지만 폴란드인들의 저항이 강해서 우체국 진입 작전이 실패했다.
독일 측은 오후 3시에 모든 공격을 멈추었다. 폴란드인들에게 항복할 시간을 2시간 주기로 하였다. 하지만 폴란드인들은 항복을 거절했다.
그 사이 독일인들은 105mm 곡사포 1문을 준비하고 공병들은 무너진 우체국 벽 밑으로 600kg 짜리 폭발물을 설치했다.
최후 통첩 시간이 지나자 결국 오후 5시에 폭발이 일어났다. 부서진 벽으로 독일 공격대가 포 세 문의 지원을 받으며 재진입을 시도했다. 이번에는 공격이 성공적이었다. 살아남은 폴란드인들은 지하로 내밀렸다.
오후 6시가 되자 다시 공격이 시작되었다. 독일 공격대는 지하에 휘발유를 붓고 화염방사기로 이들을 공격했다. 독일 측의 화공으로 폴란드 직원 5명이 산채로 불에 타버렸다 (전사자 명단: Brunon Marszałkowski, Stanisław Rekowski, Bronisław Szulc, 나머지 두 명은 신원미상).
결국 오후 7시가 되자 지하에 있던 생존자 전원이 독일에 항복했다.
한편, 폴란드 우체국장 얀 미혼(Jan Michoń)은 독일인들에게 백기를 들고 대표로 항복을 하려했지만 독일인 병사의 총에 맞아 죽고 말았다. 얀 미혼(Jan Michoń) 우체국장과 함께 유제프 봉식(Józef Wąsik)이라는 우체국 직원도 항복하려는 도중 독일인 병사의 총에 맞아 죽었다(한편 유제프 봉식이 화염방사기에 맞아 죽었다는 이야기도 있다).

## 전투 이후
6명은 전투 중 전사했고 2명은 항복 이후 독일군의 오인 사격으로 죽었다.
부상자 16명 중 6명은 부상 후유증(5명은 전신 화상, 1명은 두개골 총상)으로 인하여 병원에서 죽었다. 그 중에는 건물 관리인의 열 살 먹은 딸, 에르비나 바지호프스카(Erwina Barzychowska)도 포함되어 있었다. 그녀는 전신 화상으로 병원에서 죽었다.
부상자 16명 중 10명은 병원에서 치료를 받은 다음 9월 30일에 단심 군사 재판에서 사형 판결을 받았다.
죽거나 다치지 않고 나치 독일 무장친위대나 돌격대 혹은 단치히 자유시 경찰에게 포로로 잡힌 28명은 9월 8일에 단심 군사 재판을 받았다. 이들도 마찬가지로 사형 판결을 받았다.
한편 나머지 4명은 독일인들에게 포로로 잡히지 않고 무사히 도망칠 수 있었다. 이들은 모두 나치 독일의 감시를 피해 체포되지 않고 전쟁에서 살아남았다.
사형 판결을 받은 38명의 처형은 1939년 10월 5일에 총살형으로 집행되었다.

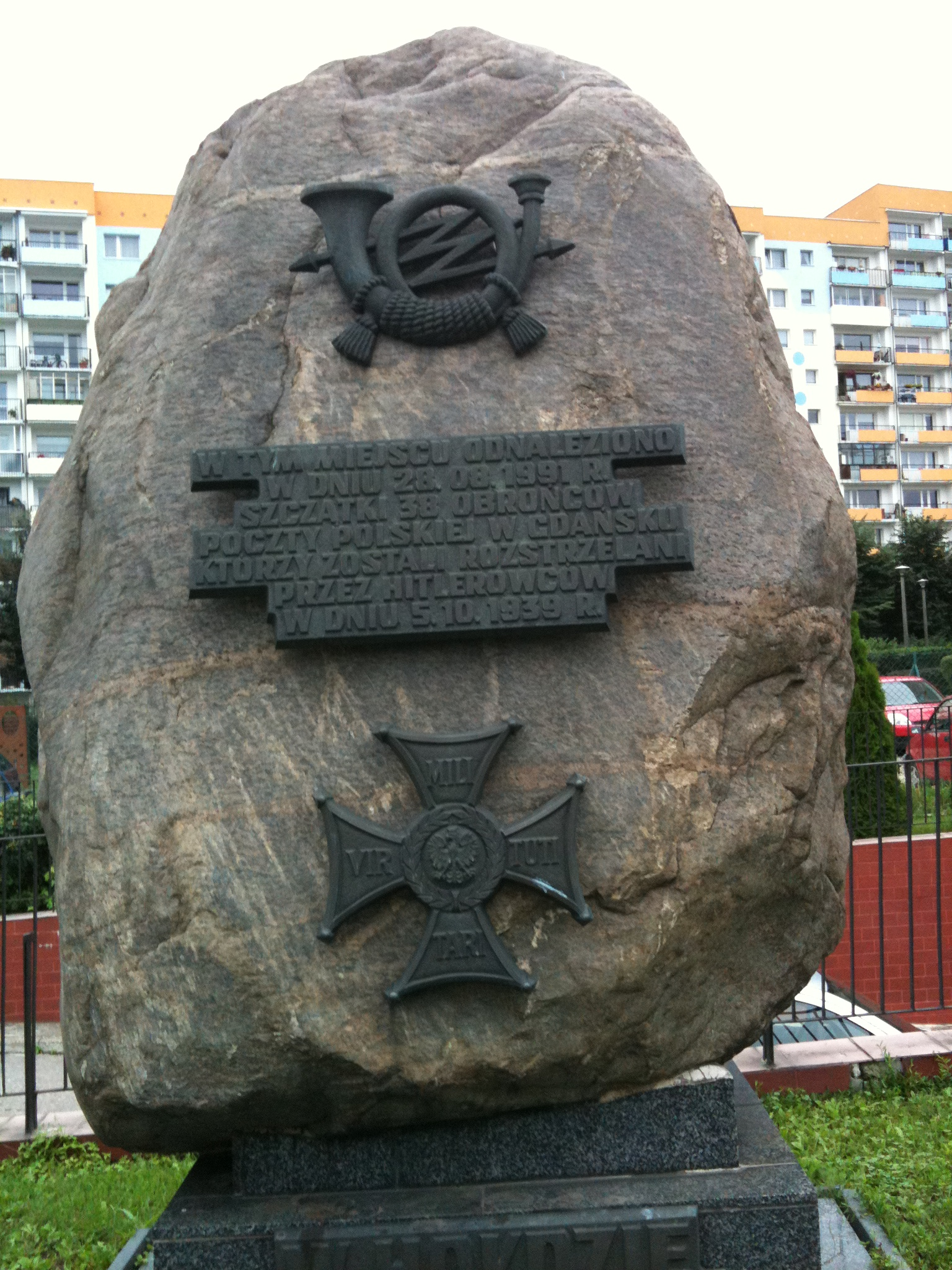
1991년 8월 28일, 이 곳에서 공사를 하던 중 히틀러에 의해 처형당한 우체국 직원 38명의 유해가 발굴되었다.("W tym miejscu odnaleziono w dniu 28.08.1991 r. szczątki 38 obrońców poczty polskiej w Gdańsku którzy zostali rozstrzeleni przez hitlerowców w dniu 05.10.1939 r.")

### 재판과 처형 과정
프리드리히 에버하르트 장군의 독일 60 보병사단에서 군사 재판을 담당했다. 재판은 두 번에 걸쳐서 이루어졌다. 1939년 9월 8일에는 부상을 입지 않고 포로로 잡힌 28명에 대한 단심 군사 재판을 열었다. 이후 9월 30일에는 부상을 입었다가 병원에서 치료를 받고 나온 10명에 대한 단심 군사 재판을 했다. 결국 38명 전부 재판에서 사형 판결을 받았다. 왜냐하면 이들 38명은 현역 군인 신분이 아니었기 때문이다.
국제법에 따르면 무장한 민간인, 즉 파르티잔들은 포로로 잡은 다음에도 처형이 가능했다.
이후 사형 판결을 받은 38명은 1939년 10월 5일 오전 4시에 친위대에 의해 단치히에 있던 경찰 훈련장에서 총살형으로 처형당했다. 이들의 처형은 친위대 소령 막스 파울리(Max Pauly)가 지휘했다. 그는 이후 슈투트호프(Stutthof, Sztutowo)강제 수용소장을 지냈기 때문에 1946년에 영국군에게 교수형으로 처형당했다.

### 재심
1995년 독일 뤼베크(Lübeck) 지방 법원은 나치 독일에 의해 처형당한 서른 여덟명에 대한 재심을 실시했다. 뤼베크 지방 법원은 당시 독일 군사 법정은 단치히 자유시에 살던 38명을 재판할 권한이 없었다고 판결하면서 처형당한 이들에 대해 무죄를 선고했다.

## 기념물

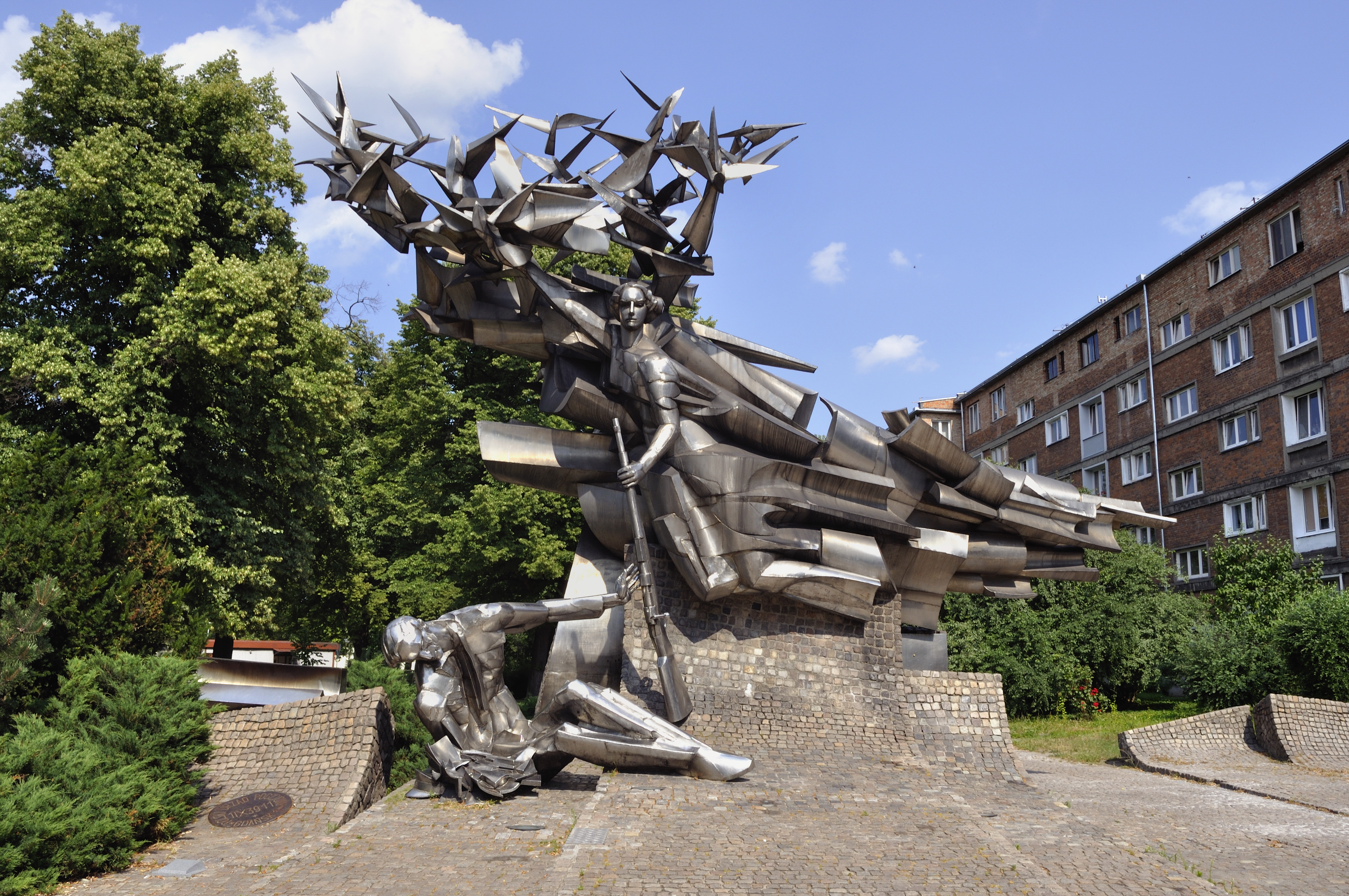
우체국 직원 기념물, 1979년 9월 1일 건설
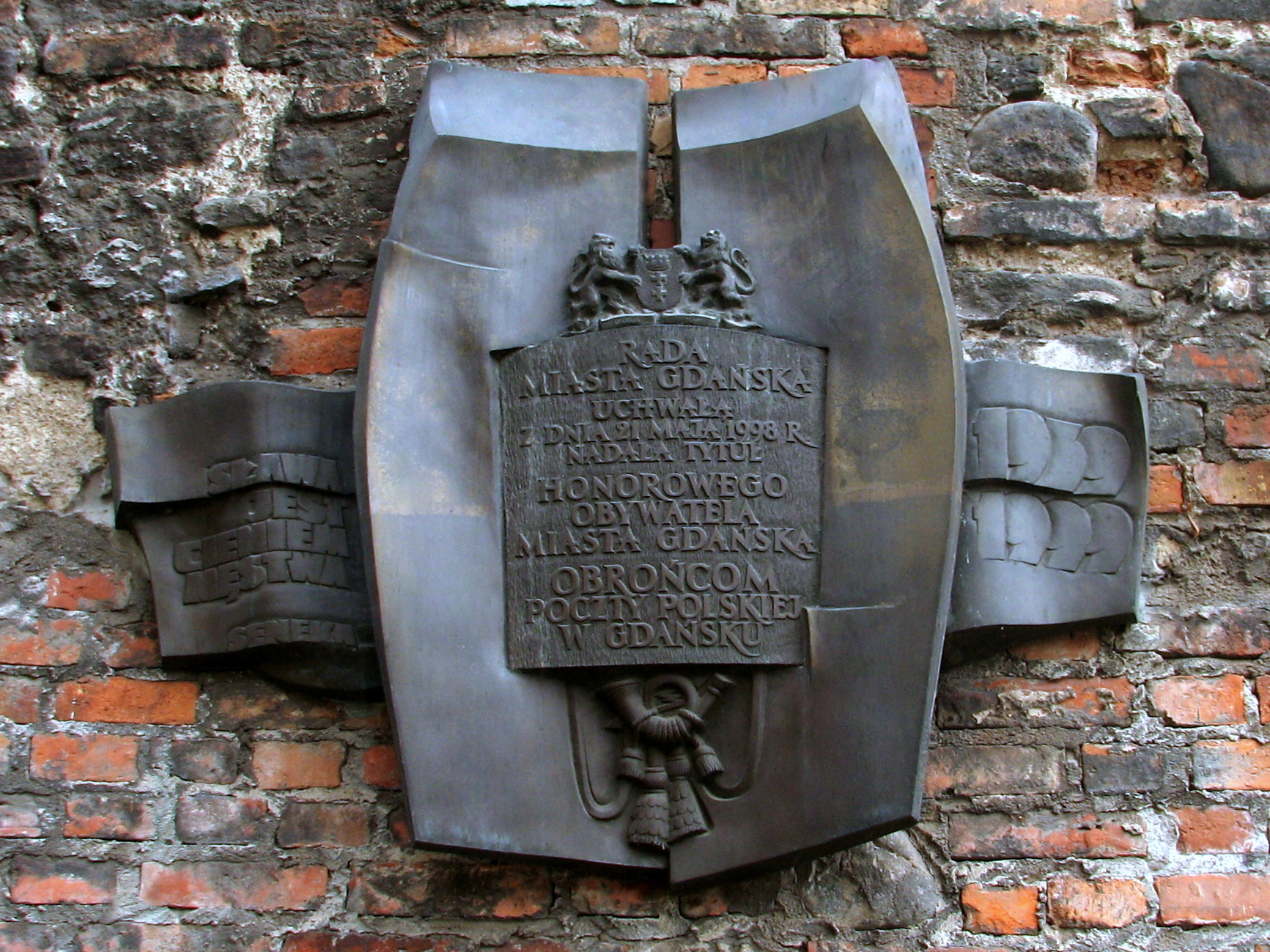
1998년에 폴란드 공화국 그단스크(Gdańsk) 시의회가 단치히 폴란드 우체국 방어전에 참가한 56명을 그단스크 명예 시민으로 선정했다.
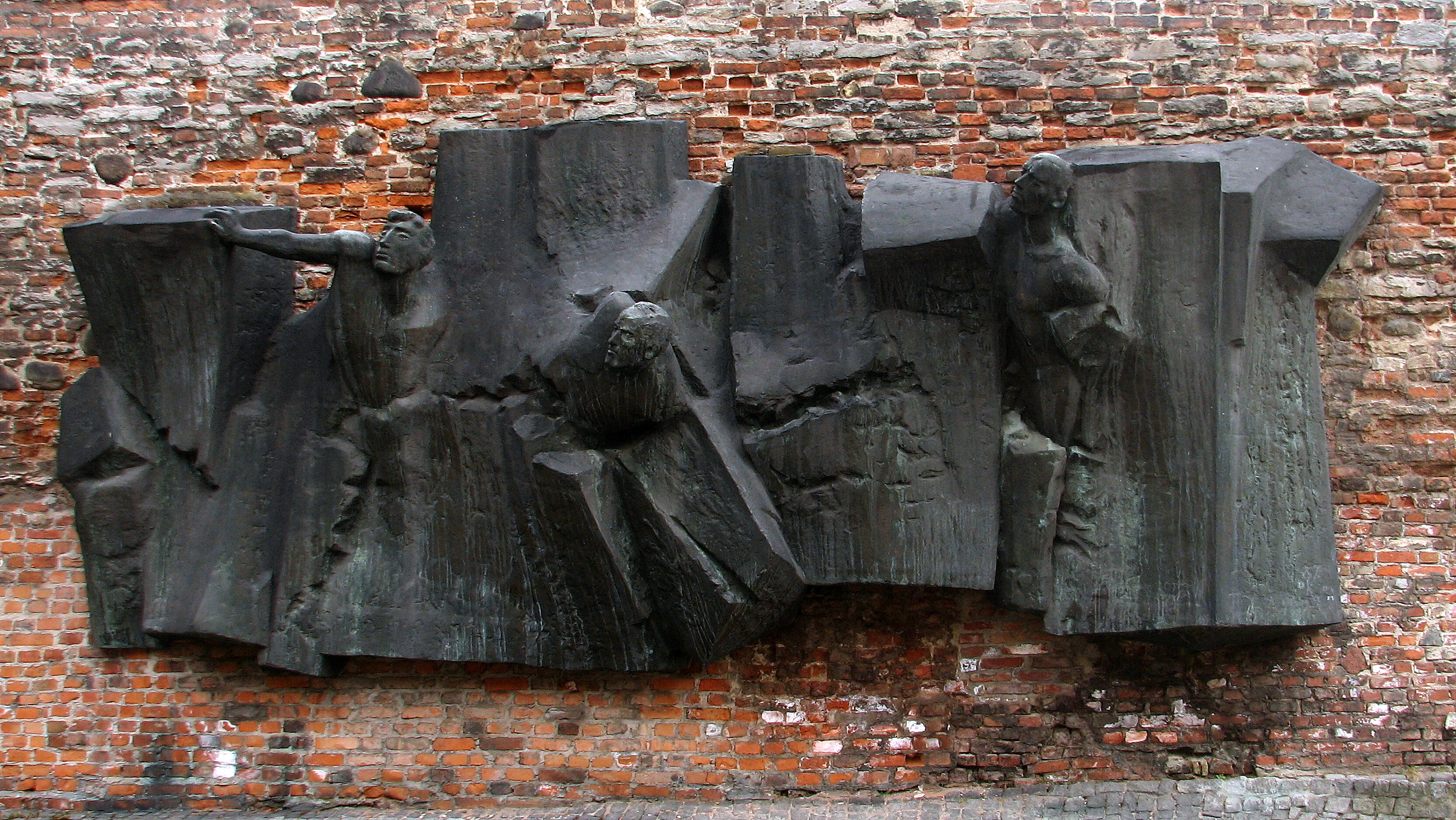
독일인들이 폴란드인들을 체포한 장소
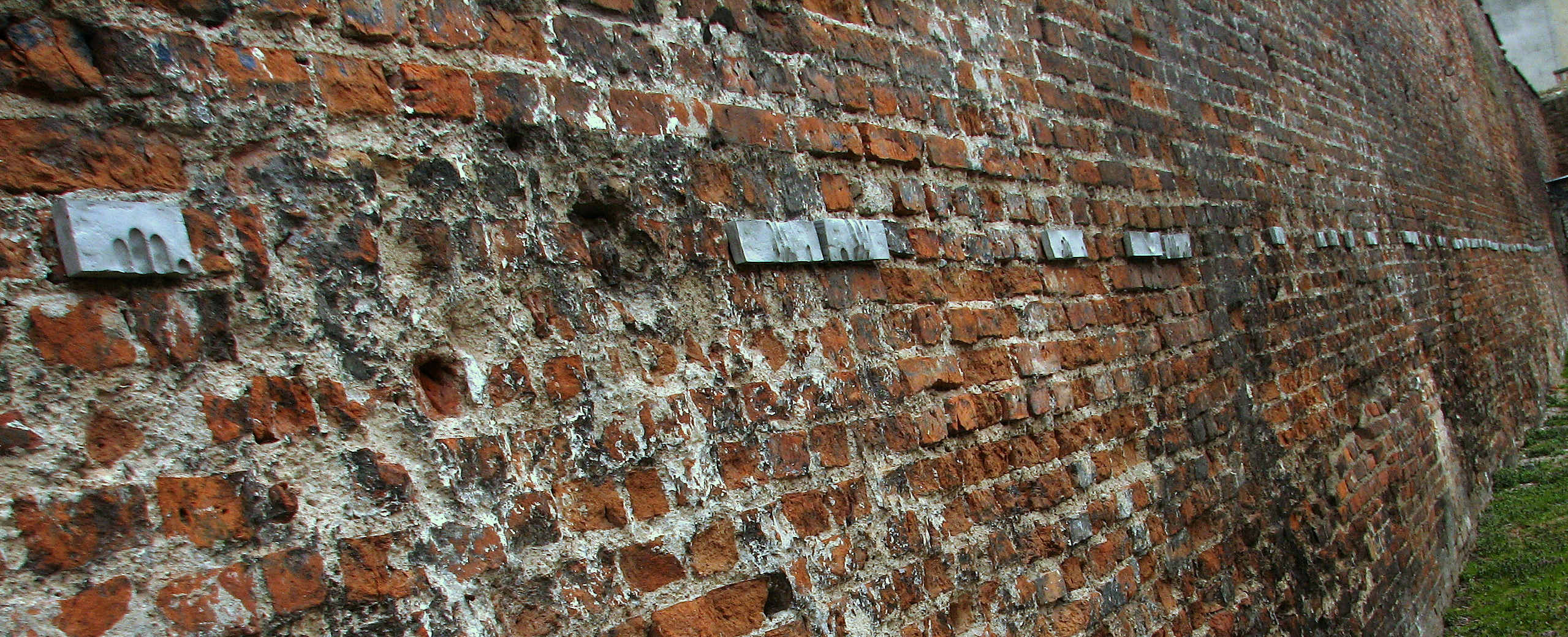
독일인들에게 체포당한 후 벽에 붙어있던 폴란드인들을 형상화한 기념물
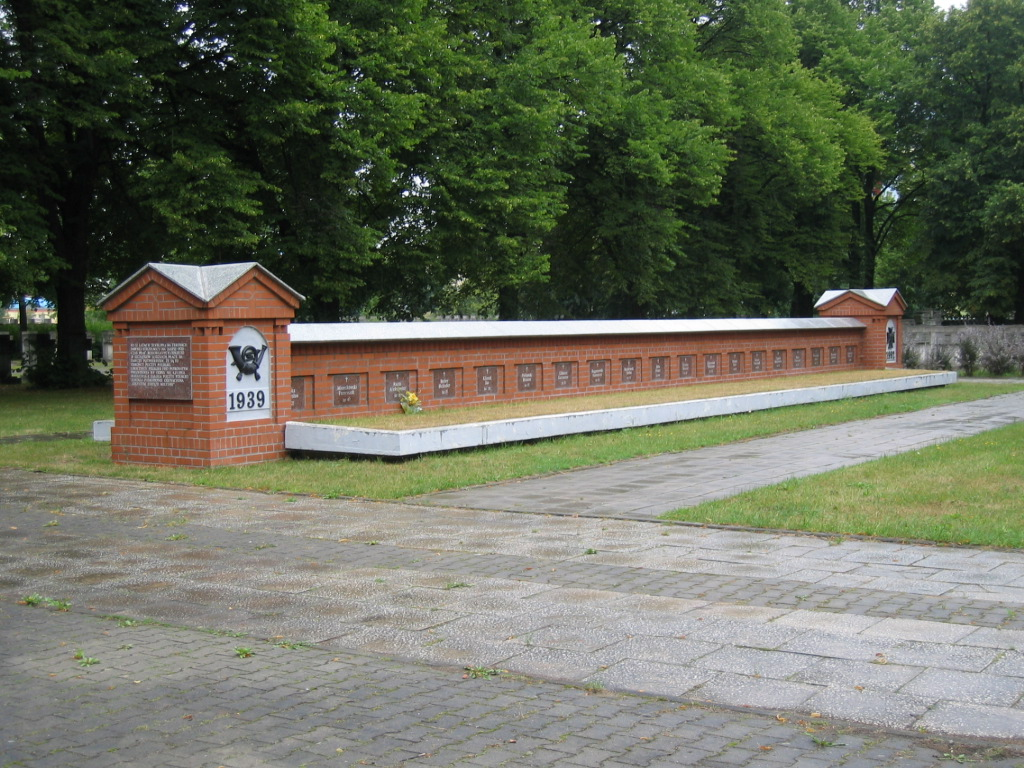
1939년 10월 5일 오전 4시에 처형당한 38명의 우체국 직원들의 무덤

## 우체국 방어전에 참가한 폴란드 수비대원 목록
1939년 9월 1일 사망:
- 콘라트 구데르스키(Konrad Guderski) : 1900년 2월 19일 출생, 폴란드군 예비역 소위, 바르샤바 공과대학(Politechnika Warszawska)을 졸업한 수도 기술자, 수비대 지휘관
- 브루논 마르샤우코프스키(Brunon Marszałkowski) : 1904년 1월 1일 출생, 전사자
- 얀 미혼(Jan Michoń) : 1888년 6월 1일 출생, 직업은 우체국장, 항복 이후 독일군의 오인 사격으로 사망
- 스타니스와프 레코프스키(Stanisław Rekowski) : 1900년 9월 17일 출생, 전사자
- 브로니스와프 슐츠(Bronisław Szulc) : 1910년 10월 3일 출생, 전사자
- 유제프 봉식(Józef Wąsik) : 1904년 7월 8일 출생, 항복 이후 독일군의 오인 사격으로 사망(혹은 전사)
- (이름 미상) 바지호프스키(Barzychowski) : 폴란드 우체국 건물 관리인, 자녀로는 딸 에르비나 바지호프스카(Erwina Barzychowska), 신원미상
- (이름 미상) 바지호프스카(Barzychowska) : 건물 관리인 부인, 자녀로는 딸 에르비나 바지호프스카(Erwina Barzychowska), 신원미상

부상으로 인해 병원에서 사망:
- 에르비나 바지호프스카(Erwina Barzychowska) : 1929년 10월 16일 출생, 1939년 10월 20일 사망 – 화염방사기에 맞아서 생긴 화상 후유증으로 사망
- 베르나르트 빈네베셀(Bernard Binnebesel) : 1893년 5월 20일 출생, 1939년 9월 4일 사망 – 두개골 총상으로 인해 사망
- 스테판 치빈스키(Stefan Cywiński) : 1907년 5월 29일 출생, 1939년 9월 2일 사망 – 화염방사기에 맞아서 생긴 화상 후유증으로 사망
- 알로이지 프란스(Alojzy Franz) : 1905년 2월 17일 출생, 1939년 9월 5일 사망 – 화염방사기에 맞아서 생긴 화상 후유증으로 사망
- 유제프 니트코프스키(Józef Nitkowski) : 1885년 6월 15일 출생, 1939년 10월 31일 사망 – 화염방사기에 맞아서 생긴 화상 후유증으로 사망
- 얀 핍카(Jan Pipka) : 1872년 7월 20일 출생, 1939년 9월 2일 사망 – 화염방사기에 맞아서 생긴 화상 후유증으로 사망

1939년 10월 5일 처형:
- 얀 바나슈코프스키(Jan Banaszkowski) : 1904년 10월 17일 출생
- 브와디스와프 바즈기에르(Władysław Bazgier) : 1911년 4월 22일 출생
- 스테판 봉츠코프스키(Stefan Bączkowski) : 1906년 1월 4일 출생
- 헬리오도르 베츠케르(Heliodor Becker) : 1904년 7월 3일 출생
- 알로이지 벨라(Alojzy Bela) : 1899년 6월 9일 출생
- 안드제이 빈코프스키(Andrzej Binkowski) : 1902년 11월 11일 출생
- 플로리안 부지악(Florian Budziak) : 1911년 10월 1일 출생
- 막시밀리안 치갈스키(Maksymilian Cygalski) 1900년 9월 17일 출생
- 얀 엘바르트(Jan Ellwardt) : 1905년 11월 3일 출생
- 알폰스 플리시코프스키(Alfons Flisykowski) : 1902년 9월 22일 출생 – 수비대 부지휘관, 우체국 부서 부부장
- 카지미에슈 그다니에츠(Kazimierz Gdaniec) : 1907년 1월 17일 출생
- 콘라트 그로트하(Konrad Grotha) : 1906년 7월 26일 출생
- 얀 클리멕(Jan Klimek) : 1889년 9월 20일 출생
- 프란치셱 클린코슈(Franciszek Klinkosz) : 1899년 12월 22일 출생
- 브와디스와프 코프로비악(Władysław Koprowiak) : 1897년 5월 21일 출생
- 프란치셱 크라우세(Franciszek Krause) : 1900년 8월 13일 출생
- 프란치셱 쿤트츠(Franciszek Kuntz) : 1907년 6월 24일 출생
- 보이치에흐 쿠르코프스키(Wojciech Kurkowski) : 1893년 4월 24일 출생
- 아우구스틴 리스(Augustyn Lis) : 1900년 11월 27일 출생
- 프란치셱 마굴스키(Franciszek Magulski) : 1904년 9월 2일 출생
- 베르나르트 마예프스키(Bernard Majewski) : 1900년 12월 7일 출생
- 프란치셱 미온스코프스키(Franciszek Mionskowski) : 1897년 9월 13일 출생
- 얀 노박(Jan Nowak) : 1890년 2월 4일 출생
- 스테판 노바코프스키(Stefan Nowakowski) : 1901년 7월 21일 출생
- 카지미에슈 오제호프스키(Kazimierz Orzechowski) : 1915년 11월 23일 출생
- 브루논 피에오프스키(Brunon Piełowski) : 1902년 8월 29일 출생
- 실베스테르 프워신스키(Sylwester Płoszyński) : 1906년 12월 7일 출생
- 이그나치 포웜(Ignacy Połom) : 1898년 7월 6일 출생
- 알렉산데르 라츠키(Aleksander Racki) : 1903년 10월 14일
- 프란치셰크 롱브차(Franciszek Rąbca) : 1904년 1월 4일
- 카지미에슈 로가체프스키(Kazimierz Rogaczewski) : 1903년 3월 25일
- 유제프 젭카(Józef Rzepka) : 1899년 11월 25일
- 레온 스흐레이베르(Leon Schreiber) : 1912년 9월 5일
- 이그나치 시코르스키(Ignacy Sikorski) : 1895년 10월 23일
- 유제프 스트셸레츠키(Józef Strzelecki) : 1887년 3월 15일
- 레오나르트 비시니에프스키(Leonard Wiśniewski) : 1904년 1월 2일
- 피오트르 테스메르(Piotr Teshmer) : 1894년 11월 16일

탈출에 성공한 생존자들:
- 안드제이 구르스키(Andrzej Górski) : 1910년 7월 21일
- 프란치셱 미엘레프칙(Franciszek Mielewczyk) : 1910년 12월 2일
- 브와디스와프 밀레프칙(Władysław Milewczyk) : 1901년 5월 2일
- 아우구스틴 므윈스키(Augustyn Młyński) : 1905년 11월 25일

기타 생존자:
- 마우고자타 핍카(Małgorzata Pipka) – 가정부라서 전투에 참가하지는 않았다. 전투 이전에 도망쳤지만 1943년에 체포당했다. 하지만 처형되지 않았다. 1963년 자연사.

## 같이 보기
- 단치히 폴란드 우체국
- 베스테르플라테 전투
- 소설 양철북과 영화 양철북

## 추가 자료
- (독일어) Günter Grass Die Blechtrommel (The Tin Drum), 1959
- (폴란드어) Adam Bartoszewski, Wiesław Gomulski, Żolnierze w pocztowych mundurach (Soldiers in the Postal Uniforms), 1969
- (독일어) Dieter Schenk Die Post von Danzig. Geschichte eines deutschen Justizmords (Post-Office of Gdańsk. History of a German Justice Murder), 1995